# サレンティーノ
サレンティーノ（イタリア語: Sarentino ; ドイツ語: Sarntal ザルンタール）は、イタリア共和国トレンティーノ＝アルト・アディジェ州ボルツァーノ自治県にある、人口約7,200人の基礎自治体（コムーネ）。

## 地理

### 位置・広がり・地勢
中央には同名の渓谷（タルヴェーラ川が流れる）があり、サレンティーネ・アルプス (Alpi Sarentine) の中心でもある。住民はほぼ独占的にドイツ語を母語とする人々である。ボルツァーノに近いにもかかわらず、現在までその強い伝統が保たれている。これは1950年代まで通行しにくく（20ほどのトンネル）時々山崩れ（新しいトンネルの建設）で通行不能になる道のおかげである。
ボルツァーノへの道（国道508）が通行不能の時はレノン方面に谷を出る。ヴィピテーノ方面のペンネス峠は雪や雪崩の危険が無い夏が安全である。
ヴァルドゥルナ (Valdurna) にある、サン・マルティーノ (San Martino) ではリフトが有るスキー場がある。
標高1570mのヴァルドゥルナ (Valdurna) の頂上には同名の集落と湖がある。
またサレンティーノはアルト・アディジェで一番面積の大きなコムーネである。

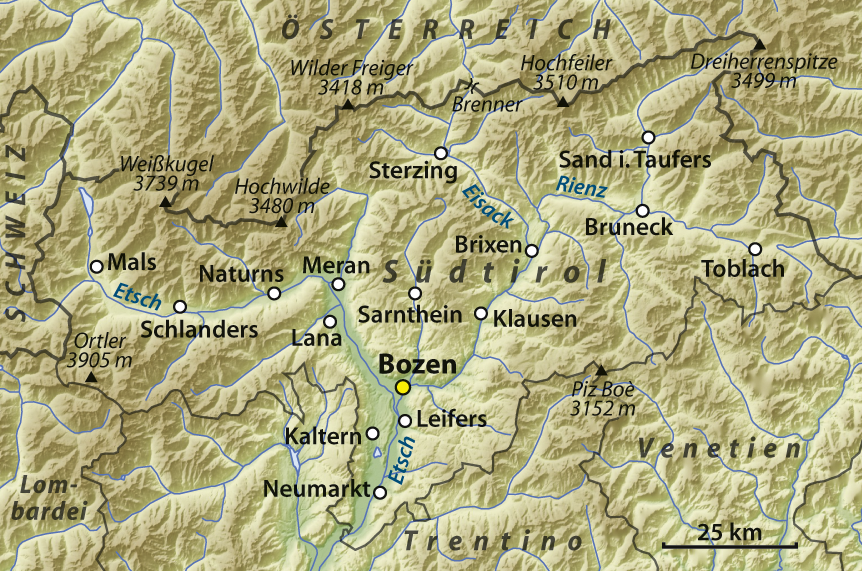
ボルツァーノ/南チロル自治県地図（地名はドイツ語表記）

#### 隣接コムーネ
隣接するコムーネは以下の通り。
- アヴェレンゴ
- カンポ・ディ・トレンス
- キウーザ
- フォルテッツァ
- メルティナ
- ラチーネス
- レノン
- サン・ジェネージオ・アテジーノ
- サン・レオナルド・イン・パッシーリア
- シェーナ
- ヴァルナ
- ヴェラーノ
- ヴィッランドロ

## 行政

### 分離集落
サレンティーノには以下の分離集落（フラツィオーネ）がある。
- Acereto (Agratsberg), Boscoriva (Unterreinswald), Campo di Ronco (Gebracksberg), Campolasta (Astfeld), Collerno (Glern), Gentersberg-Kandelsberg, Lana al Vento (Windlahn), Montenovale (Riedelsberg), Montessa (Essenberg), Mules (Muls), Pennes di Dentro (Innerpens), Pennes di Fuori (Außerpens), Pozza (Putzen), Prati (Auen), Riobianco (Weißenbach), Riodeserto (Öttenbach), San Martino (Reinswald), Sarentino (Sarnthein), Selva di Vormes (Vormeswald), Sonvigo (Aberstückl), Spessa (Dick), Stetto (Steet), Trina (Trienbach), Valdurna (Durnholz), Vangabassa (Niederwangen), Villa (Nordheim)

## 住民

### 言語
| 言語集団調査（2011年） | 言語集団調査（2011年） | 言語集団調査（2011年） | 言語集団調査（2011年） | 言語集団調査（2011年） |
| ---------------------- | ---------------------- | ---------------------- | ---------------------- | ---------------------- |
|                        |                        |                        |                        |                        |
| ドイツ語               | ドイツ語               |                        | 98.07%                 | 98.07%                 |
| イタリア語             | イタリア語             |                        | 1.82%                  | 1.82%                  |
| ラディン語             | ラディン語             |                        | 0.10%                  | 0.10%                  |

2011年に行われた、住民がドイツ語・イタリア語・ラディン語のいずれの「言語集団」に属するかの調査によれば（ボルツァーノ自治県#言語集団調査参照）、住民の約98%がドイツ語話者である。